# Jacob Obrecht

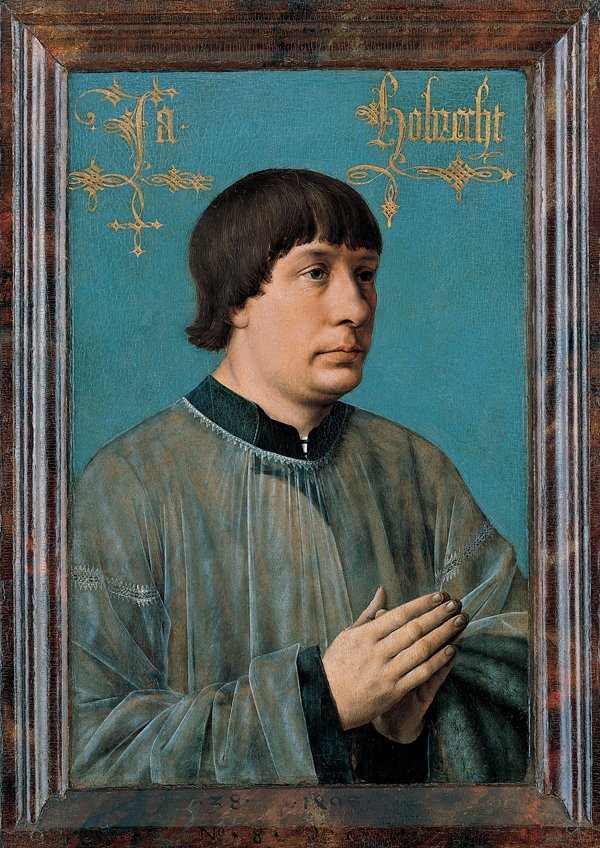
Jacob Obrecht.

Jacob Obrecht eller Jacob Hobrecht, född någon gång mellan 1430 och 1450 i Utrecht eller Brygge, död 1505 i Ferrara, var en nederländsk kompositör och kontrapunktiker, verksam under renässansen i den nederländska skolan.

## Biografi
Jacob Obrecht blev 1456 kapellmästare vid domkyrkan i Utrecht, där Erasmus av Rotterdam senare omnämns som hans elev. 1483-1485 var Obrecht verksam vid domkyrkan i Cambrai, som hade högt anseende för sin musikkultur; sedan var han växelvis vid St. Donatian i Brygge och som kapellmästare vid domkyrkan i Antwerpen. Han reste till Italien 1504 där han året därpå avled av pesten.

## Musik
Jacob Obrecht räknas till en av de mest betydelsefulla kontrapunktisterna i sin tid, och hade högt anseende som tonsättare av mässor. Flertaliga av hans verk trycktes redan under hans livstid, däribland åtta mässor. Förutom sakral musik, som också innefattar motetter, skrev han chansoner. Hans mässor använder cantus firmus-teknik men tämligen oortodoxt, och kännetecknas av kontrapunktiska utsvävningar.
Som kompositör är han ett barn av sin tid, och därför starkt upptagen med tekniska konstgrepp. Bland hans mest berömda mässor finns Missa Sub presidium tuum och Missa Maria zart. Den sistnämnda bygger på en sång från Tyrolen. Den tar mer än en timme att framföra och är därigenom en av de längsta mässorna som skrivits.
Sedan smaken övergått till enkelhet, överskuggades Obrechts rykte efter hans död av Josquin des Prez.